# Буряков, Юрий Фёдорович
Юрий Фёдорович Буряков (15 марта 1934 — 27 июня 2015) — советский, узбекский археолог и историк-востоковед. Академик Академии наук Республики Узбекистан, профессор. Основные научные направления: проблемы истории горного дела и металлургии, исторической топографии населенных пунктов и урбанизации Ташкентского региона, Согда и Средней Азии в целом, история шахмат. Важный аспект деятельности Ю. Ф. Бурякова связан с выявлением и сохранением археологических памятников. Эта работа продолжалась в Институте истории и археологии где он трудился в должности старшего научного сотрудника (1967—1970 гг.) и в Институте археологии АН РУз (1970—1973 гг. — учёный секретарь, 1973—1979 гг. — зав. отделом работ на новостройках, с 1979 г. — заместитель директора по науке). Ю. Ф. Буряков руководит крупной Чач-Илакской, позднее — Чач-Уструшанской археологической экспедицией. Долгое время в Институте археологии возглавлял программу ЮНЕСКО «Великий шёлковый путь — путь диалога народов», принимая непосредственное участие во всех мероприятиях, проводимых как под эгидой международных организаций, так и в Узбекистане. В настоящее время является профессором кафедры археологии и этнологии Национального университета им. Мирзо Улугбека и главным научным сотрудником Института истории АН РУз. Лауреат Государственной премии им. Бируни (1985 г.).

## Биография
Родители отца Юрия — крестьяне, переселившиеся в Среднюю Азию из Полтавы в конце XIX века. Глава семьи скончался в дороге. Осиротевшая семья осела в Ташкенте. Необходимость заботиться о хлебе насущном заставила отца Юрия еще мальчишкой устроиться на работу в Среднеазиатские железнодорожные мастерские. Не имея возможности учиться, подросток занялся самообразованием, освоил профессию слесаря, затем работал помощником машиниста. Когда грянула гражданская война, принял в ней участие, был ранен (из-за ранения его впоследствии не взяли на фронт в годы Второй мировой войны). Федор Буряков, пройдя соответствующую учебу, был принят на работу в сферу финансов.
По материнской линии род Юрия Бурякова также крестьянский. Быковы переселились из Сибири и осели тоже в Ташкенте. Наталья Степановна отличалась от своих сестер особой домовитостью, чем и покорила сердце Федора, к тому времени уже имевшего семью.
Поскольку финансовая система Средней Азии была единой, работников постоянно перебрасывали с одного места на другое — семье Буряковых пришлось немало путешествовать. Так и получилось, что старшая сестра Юрия, Майя, родилась в Кулябе (Таджикистан), Юра — в Учкургане (Кыргызстан), младший брат, Евгений, — в Карасу (Казахстан). Потом отца, как опытного работника, перевели в Ташкент в Республиканский банк. Здесь, в Ташкенте, в 1951 году Юрий и окончил школу. Сомнений, что делать дальше, не было — еще в школе произошло первое, пока еще мимолетное соприкосновение со своим жизненным призванием, Ю. Буряков наблюдал проезд через Чуйский канал научной экспедиции под руководством Александра Натановича Бернштама, проводившей надзор на Большом Ферганском канале. Тем же летом поступил на исторический факультет Среднеазиатского государственного университета. В то время на факультете преподавали такие легенды археологии как М. Е. Массон, Г. А. Пугаченкова, Е. А. Давыдович. Маститые ученые, высокоинтеллигентные люди и замечательные педагоги, увлеченные своей работой, они не только делились своим опытом, но стремились заразить студентов любовью к истории этого самобытного древнего края.
Хотя специализация начиналась с третьего курса, посещать лекции по археологии можно было всем желающим, чем и воспользовался Буряков с первых же дней занятий. В числе участников СНАКа (Студенческий научный археологический кружок) имел возможность присутствовать на заседаниях кафедры, слушать доклады и сообщения таких видных ученых, как: археологи — Борис Борисович Пиотровский и Михаил Евгеньевич Массон, востоковеды — Евгений Карлович Бетгер и Ольга Дмитриевна Чехович, искусствовед — Галина Анатольевна Пугаченкова и другие.

## Научные интересы
- Историческая топография Средней Азии эпохи древности и средневековья;
- История горного дела и металлургии Средней Азии;
- История древней государственности и урбанизации, генезис, типы, этапы развития, компоненты государственности и городов, структура, оборона;
- Торгово-экономические связи Евразии и Мавераннахра со странами Евразии на Великом шелковом пути, города, трассы, товары;
- Комплексный системно-структурный анализ археологических источников и реконструкция их на уровень исторического источника.

## Основные публикации
Монографии
- Торговля когурезцев в Центральной Азии. Сеул, 2010. — раздел Историко-культурные международные связи в раннесредневековом Чаче. С. 265. (в соавторстве)
- Канка и Шахрухия. Древние города Чача и Илака на Великом шелковом пути. Ташкент, 2011.[1]
- Очерки истории формирования и развития предпринимательства в Узбекистане. Ташкент. 2011, 15 пл. (в соавторстве)
- Узбекистонда харбий иш тарихидан. Кадимги даврдан то хозиргача. Тошкент, 2012. 16,84 п.л. раздел автора 2 п.л., 23 рис и 8 илл. (в соавторстве)
- Нахшеб — Несеф — Карши. Место в мировой цивилизации. Ташкент, 2012. (в соавторстве).
- Генезис и этапы развития городской культуры Ташкентского оазиса. Ташкент, 1982. 212 стр.
- Горное дело и металлургия средневекового Илака. Москва, 1974.
- Историческая топография древних городов Ташкентского оазиса (историко-археологический очерк Чача и Илака). Ташкент, 1975.

Научные статьи.
- Взаимодействие оседлых и кочевых народов Средней Сырдарьи (в древности и средневековье) // Цивилизации и культуры Центральной Азии в единстве и многообразии. Самарканд — Ташкент, 2010. С. 24-29.
- Динамика развития городской культуры Ташкентского оазиса // Древние цивилизации на Среднем Востоке. М., 2010. С. 29-33.
- К исторической топографии Восточного Мавераннахра (по материалам письменных и археологических источников). // Центральная Азия. Традиции и современность. М., 2011.
- Динамика развития средневековых городов Южной Согда // Узбек давлатчилиги ва маданияти тарихидан. Жанубий Узбекистоннинг урни. Карши. 2011. 0,6 пл.
- Исторические реконструкции в археологии // Историографические чтения — 2010. Сборник материалов конференции. Ташкент, 2011. С. 26-31.
- Вклад краеведов и археологов в изучение истории древних городов Ташкентского оазиса // II Востоковедческие чтения памяти Н. П. Остроумова. Ташкент, 2010. С. 82-99.
- Становление христианства в Средней Азии (по письменным и вещественным источникам) // Русская православная церковь Средней Азии: 140 лет добрососедства с исламом. Ташкент, 2011, 0,75 пл.
- Христианство в Центральной Азии в древности и средневековье // Тарих ва хозирги. Туплам. Тошкент, Ислом университети, 2011, 0,75 п.л.
- Из истории горнометаллургического производства Восточного Мавераннахра (бассейн Средней Сырдарьи) //// III Востоковедческие чтения памяти Н. П. Остроумова. Ташкент, 2010. С. 251—262.

Редактирование 3-х научных работ
- Сборник материалов международной конференции, посвященной 140-летию Среднеазиатской епархии. Ташкент, 2011. (В составе редакторов)
- Узбек давлатчилиги ва маданият тарихида Жанубий Узбекистонда урни. Карши, 2011 (33,5 п.л.). (В составе редакторов)
- Древний и средневековый Андижан. Б. Х. Матбабаев, З. З. Машрабов. Ташкент, 2012 (40 п.л.). (Редактор монографии)

Участие в научных конференциях

Участвовал в 7 научных конгрессах, конференциях и семинарах:
- XVI Турецкий востоковедческий конгресс. 20-24 июля 2010 г. Анкара. С научным докладом.
- Международная конференция ЮНЕСКО. «Поддержка стандартов и процедур по подготовке документации по объектам ВШП стран Центральной Азии. Всемирное наследия ЮНЕСКО». 20-23 сентября 2011 г. Ташкент. С выступлением
- Республиканская научно-практическая конференция «Место Южного Узбекистана в истории государственности и культуры», посвященная 20-летию независимости Узбекистана. 14-15 июня 2011. Ташкент. С докладом.
- Международная научная конференция «Русская православная церковь в Средней Азии. 140 лет добрососедства с исламом». 3 октября 2011 г. Ташкент. С докладом.
- Международная научная конференция «Востоковедческие чтения памяти Н. П. Остроумова». 1 декабря 2011 г. Ташкент. С докладом.
- Республиканская научная конференция «Фаргона водийси тарихи янги такикотларда». 15 июня 2012 г. Фергана. С докладом.
- Международная научная конференция МИЦАИ. 20 мая 2012 г. Самарканд. С докладом

Членство
- Немецкий археологический институт (Mitglieder des Deutschen archäologischen Instituts 2000)
- Международное общество востоковедов